# 凯盛科技
凯盛科技股份有限公司（上交所：600552，简称：凯盛科技），是中国上海证券交易所的一家上市公司，主营业务包括显示材料板块和应用材料板块。
公司原名安徽方兴科技股份有限公司，成立于2000年，由安徽华光玻璃集团有限公司作为主要发起人，联合国家建材局蚌埠玻璃工业设计研究院、浙江大学、蚌埠市建设投资有限公司、蚌埠市珠光复合材料有限责任公司以发起设立方式设立的股份有限公司。2002年11月8日在上海证券交易所上市。2016年，公司名称由“安徽方兴科技股份有限公司”变更为“凯盛科技股份有限公司”，证券简称由“方兴科技”变更为“凯盛科技”。
2022年，公司实现营业收入约46.23亿元，同比减少31.49%；实现净利润约1.4亿元，同比减少34.79%。